# Club Baloncesto Canarias 2019-2020
Questa voce raccoglie le informazioni riguardanti il Club Baloncesto Canarias nelle competizioni ufficiali della stagione 2019-2020.

## Stagione
La stagione 2019-2020 del Club Baloncesto Canarias è la 16ª nel massimo campionato spagnolo di pallacanestro, la Liga ACB.

## Roster
Aggiornato al 14 luglio 2018.
| Iberostar Tenerife 2019-20 | Iberostar Tenerife 2019-20 |
| Giocatori                  | Staff tecnico              |
| -------------------------- | -------------------------- |

| N. | Naz.                                      | Ruolo | Nome                   | Anno | Alt.   | Peso   |  |
| -- | ----------------------------------------- | ----- | ---------------------- | ---- | ------ | ------ |  |
| 1  | Danimarca (bandiera)                      | G     | Gabriel Lundberg       | 1994 | 193 cm | 92 kg  |  |
| 2  | Stati Uniti (bandiera)                    | G     | Nick Zeisloft          | 1992 | 193 cm | 95 kg  |  |
| 4  | Spagna (bandiera)                         | AP    | Santiago Yusta         | 1997 | 201 cm | 84 kg  |  |
| 6  | Montenegro (bandiera) · Spagna (bandiera) | A     | Dino Radončić          | 1999 | 202 cm | 102 kg |  |
| 9  | Brasile (bandiera) · Italia (bandiera)    | P     | Marcelinho Huertas (C) | 1983 | 191 cm | 85 kg  |  |
| 10 | Finlandia (bandiera)                      | G     | Sasu Salin             | 1991 | 190 cm | 86 kg  |  |
| 11 | Spagna (bandiera)                         | AP    | Dani Díez              | 1993 | 201 cm | 96 kg  |  |
| 12 | Polonia (bandiera)                        | AG    | Tomasz Gielo           | 1993 | 205 cm | 106 kg |  |
| 19 | Georgia (bandiera)                        | C     | Giorgi Shermadini      | 1989 | 217 cm | 120 kg |  |
| 25 | Spagna (bandiera)                         | G     | Álex López             | 1991 | 189 cm | 89 kg  |  |
| 30 | Stati Uniti (bandiera)                    | AG    | Aaron White            | 1992 | 206 cm | 104 kg |  |
| 31 | Grecia (bandiera)                         | C     | Giōrgos Mpogrīs        | 1989 | 210 cm | 109 kg |  |
| 33 | Stati Uniti (bandiera)                    | AG    | Kyle Singler           | 1988 | 203 cm | 103 kg |  |
| 35 | Spagna (bandiera)                         | C     | Fran Guerra            | 1992 | 214 cm | 113 kg |  |
| 55 | Stati Uniti (bandiera)                    | AG    | Darion Atkins          | 1992 | 203 cm | 105 kg |  |
| 91 | Spagna (bandiera)                         | P     | Alberto Cabrera        | 1998 | 178 cm |        |  |
| 93 | Spagna (bandiera)                         | AG    | Álex Suárez            | 1993 | 206 cm | 101 kg |  |
| 94 | Francia (bandiera)                        | AP    | Lahaou Konaté          | 1991 | 196 cm | 80 kg  |  |

| Allenatore                                                                                                 |
| - Txus Vidorreta                                                                                           |
| Assistente/i                                                                                               |
| - Marco Antonio Justo - Santiago Lucena - Nacho Yáñez Legenda - (C) Capitano - (IN) Inattivo - Infortunato |

## Mercato

### Sessione estiva
| Acquisti | Acquisti           | Acquisti       | Acquisti      | Acquisti |
| R.a      | Nome               | da             | Modalità      |          |
| -------- | ------------------ | -------------- | ------------- | -------- |
| AP       | Dani Díez          | Málaga         | definitivo    |          |
| P        | Marcelinho Huertas | Saski Baskonia | definitivo    |          |
| AP       | Santiago Yusta     | Real Madrid    | definitivo    |          |
| G        | Sasu Salin         | Málaga         | definitivo    |          |
| AG       | Kyle Singler       | Obradoiro      | definitivo    |          |
| G        | Álex López         | S.P. Burgos    | definitivo    |          |
| AG       | Álex Suárez        | Benfica        | definitivo    |          |
| AP       | Lahaou Konaté      | Nanterre 92    | definitivo    |          |
| C        | Giorgi Shermadini  | Málaga         | definitivo    |          |
| G        | Gabriel Lundberg   | Manresa        | definitivo    |          |
| AG       | Darion Atkins      | Hapoel Holon   | definitivo    |          |
| C        | Fran Guerra        | Palma          | fine prestito |          |

| Cessioni | Cessioni              | Cessioni             | Cessioni       | Cessioni |
| R.       | Nome                  | a                    | Modalità       |          |
| -------- | --------------------- | -------------------- | -------------- | -------- |
| C        | Colton Iverson        | Zenit S. Pietroburgo | fine contratto |          |
| AP       | Nicolás Brussino      | Saragozza            | fine contratto |          |
| AG       | Tim Abromaitis        | Zenit S. Pietroburgo | fine contratto |          |
| P        | Ferrán Bassas         | S.P. Burgos          | fine contratto |          |
| AG       | Pierre-Antoine Gillet | Fuenlabrada          | fine contratto |          |
| AP       | Javier Beirán         | Gran Canaria         | rescissione    |          |
| C        | Mamadou Niang         | Real Betis           | fine contratto |          |
| PG       | Nicolás Richotti      | Fuenlabrada          | fine contratto |          |
| AP       | Janari Jõesaar        | Kalev/Cramo          | rescissione    |          |
| A        | Sebas Saiz            | Real Madrid          | fine prestito  |          |
| G        | Lucca Staiger         | Free agent           | fine contratto |          |
| P        | Davin White           | Free agent           | fine contratto |          |
| P        | Rodrigo San Miguel    | Saragozza            | fine contratto |          |
| A        | Mads Stürup           | Zamora               | fine contratto |          |

### Dopo l'inizio della stagione
| Acquisti | Acquisti        | Acquisti       | Acquisti         | Acquisti   |
| R.       | Nome            | da             | Data             | Modalità   |
| -------- | --------------- | -------------- | ---------------- | ---------- |
| C        | Giōrgos Mpogrīs | Promitheas     | 5 dicembre 2019  | definitivo |
| AG       | Aaron White     | Olimpia Milano | 15 gennaio 2020  | definitivo |
| A        | Dino Radončić   | Murcia         | 26 febbraio 2020 | definitivo |
| G        | Nick Zeisloft   | S.C. Warriors  | 29 febbraio 2020 | definitivo |

| Cessioni | Cessioni      | Cessioni  | Cessioni         | Cessioni    |
| R.       | Nome          | a         | Data             | Modalità    |
| -------- | ------------- | --------- | ---------------- | ----------- |
| AG       | Kyle Singler  |           | 17 ottobre 2019  | ritirato    |
| AG       | Darion Atkins | Bamberger | 18 dicembre 2019 | rescissione |